# Sân bay Vân Thụy Bảo Sơn
Sân bay Vân Thụy Bảo Sơn là một sân bay tại Bảo Sơn, tỉnh Vân Nam, Cộng hòa Nhân dân Trung Hoa. Mã số sân bay này theo IATA và ICAO là (IATA: BSD, ICAO: ZPBS). Sân bay này được xây năm 1929, là sân bay quân dụng chủ yếu của Trung Quốc sử dụng kháng chiến chống Nhật. Ngày 1 tháng 4 năm 1958, Tổng cục hàng không dân dụng Trung Quốc thành lập trạm Bảo Sơn, là trạm hàng không dân dụng cấp địa châu thứ nhất. Tháng 5 năm 1990, sân bay này tạm đóng cửa, tháng 6 năm 1994, mở cửa trở lại. Sân bay này hiện đạt cấp 4 C theo ICAO, đường băng dài 2400 m, rộng 45 m, có thể đón Boeing 737-300 cất hạ cánh. Diện tích bãi đỗ 7200 mét vuông với 2 vị trí đỗ máy bay. Nhà ga rộng 3897 mét vuông, có năng lực thiết kế 102.000 hành khách.

## Các hãng hàng không và các điểm đến
- China Eastern Airlines (Côn Minh)
- China Southern Airlines (Côn Minh)